# Oscar Vera
Oscar Salvador Vera Anguiano (pron. /'oskar 'bera/; León, 10 marzo 1986) è un ex calciatore messicano, di ruolo difensore.

## Caratteristiche tecniche
Nato come attaccante, si è poi evoluto nel corso della carriera in terzino sinistro.

## Carriera
Nato nelle giovanili dell'Alacranes de Durango, resta nella squadra, che milita in Primera División A, fino al 2007, anno in cui viene acquistato dall'Atlas in massima serie (anche se farà sempre la spola tra la squadra riserve e la prima squadra). Ha occasione di debuttare in prima squadra il 22 settembre 2007, quando scende in campo come titolare nella partita persa in casa 0-1 contro i Jaguares, venendo ammonito. Chiude la stagione con altre due presenze. La squadra partecipa anche alla Coppa Libertadores 2008, in cui Vera ottiene 4 presenze da subentrato, prima di essere eliminata agli ottavi dal Lanús. Nel torneo di Clausura colleziona 7 presenze, ma mai da titolare. Alla 10ª giornata fornisce l'assist con cui Omar Flores mette in rete il goal dell'1-2 per l'Atlas contro i Pumas, ma poi i padroni di casa recuperano il goal. Nell'Apertura 2008 non ottiene presenze, mentre scende in campo 7 volte da subentrato nel Clausura.
Per giocare di più decide di scendere di categoria e accettare l'offerta dei Leones Negros, con cui colleziona 21 presenze. Nel 2011 viene messo sotto contratto dall'Atlante, potendo così tornare a giocare in massima serie. Parte subito titolare giocando come seconda punta e centrocampista centrale le prime due partite, ma viene poi relegato in panchina e si decide di prestarlo al CF Mérida, in seconda serie. Con la nuova squadra gioca 7 partite, prima di tornare a vestire la maglia dei Potros per altre 2 partite. Nel torneo di Clausura riguadagna la titolarità giocando tutte le prime 12 partite, ma a seguito dell'espulsione rimediata contro i Jaguares non colleziona altre presenze. Nella formazione viene inizialmente schierato come terzino sinistro in una difesa a 5, e in seguito a un cambio di modulo come esterno di centrocampo, come alla terza giornata contro il Puebla, quando realizza l'assist decisivo per il raddoppio di Andrés Mendoza. Torna in campo verso la fine del torneo di Apertura 2012, in cui colleziona 5 presenze.

## Statistiche

### Presenze e reti nei club
| Stagione         | Squadra            | Campionato       | Campionato | Campionato | Coppe nazionali | Coppe nazionali | Coppe nazionali | Coppe continentali | Coppe continentali | Coppe continentali | Totale | Totale |
| Stagione         | Squadra            | Comp             | Pres       | Reti       | Comp            | Pres            | Reti            | Comp               | Pres               | Reti               | Pres   | Reti   |
| ---------------- | ------------------ | ---------------- | ---------- | ---------- | --------------- | --------------- | --------------- | ------------------ | ------------------ | ------------------ | ------ | ------ |
| 2004-2005        | Alacranes          | SD               | 7          | 1          | -               | -               | -               | -                  | -                  | -                  | 7      | 1      |
| 2005-2006        | Alacranes          | SD               | 1          | 0          | -               | -               | -               | -                  | -                  | -                  | 1      | 0      |
| 2006-2007        | Alacranes          | SD               | 12         | 1          | -               | -               | -               | -                  | -                  | -                  | 12     | 1      |
| Totale Alacranes | Totale Alacranes   | Totale Alacranes | 20         | 2          |                 | -               | -               |                    | -                  | -                  | 20     | 2      |
| 2007-2008        | Atlas              | PD+SD            | 10+20      | 0          | -               | -               | -               | CL                 | 4                  | 0                  | 34     | 0      |
| 2008-2009        | Atlas              | PD+SD            | 7+10       | 0          | IL              | 2               | 0               | -                  | -                  | -                  | 19     | 0      |
| Totale Atlas     | Totale Atlas       | Totale Atlas     | 47         | 0          |                 | 2               | 0               |                    | 4                  | 0                  | 53     | 0      |
| 2010-2011        | Leones Negros UdeG | SD               | 21         | 0          | -               | -               | -               | -                  | -                  | -                  | 21     | 0      |
| 2011-2012        | Atlante            | PD               | 16         | 0          | -               | -               | -               | -                  | -                  | -                  | 16     | 0      |
| Set.-Nov. 2011   | CF Mérida          | SD               | 7          | 1          | -               | -               | -               | -                  | -                  | -                  | 7      | 1      |
| 2012-2013        | Atlante            | PD               | 5          | 0          | MX              | 1               | 0               | -                  | -                  | -                  | 6      | 0      |
| Totale Atlante   | Totale Atlante     | Totale Atlante   | 21         | 0          |                 | 1               | 0               |                    | -                  | -                  | 22     | 0      |
| Totale           | Totale             | Totale           | 116        | 3          |                 | 3               | 0               |                    | 4                  | 0                  | 123    | 3      |